# Yle Mondo
Yle Mondo – program radiowy publicznego nadawcy fińskiego Yleisradio adresowany za granicę i nadawany w językach obcych: angielskim, niemieckim, francuskim, duńskim, norweskim, lapońskim, włoskim, hiszpańskim. Nadawany jest przez telewizję satelitarną, internet i dodatkowo w Helsinkach na UKF na częstotliwości 97,5 MHz. 

## Program
Radio retransmituje dzienniki z serwisów międzynarodowych, takich jak np. BBC World Service czy Deutsche Welle oraz nadaje programy własne. Przygotowuje program po angielsku, rosyjsku oraz w uproszczonym języku fińskim.